# Sárpo

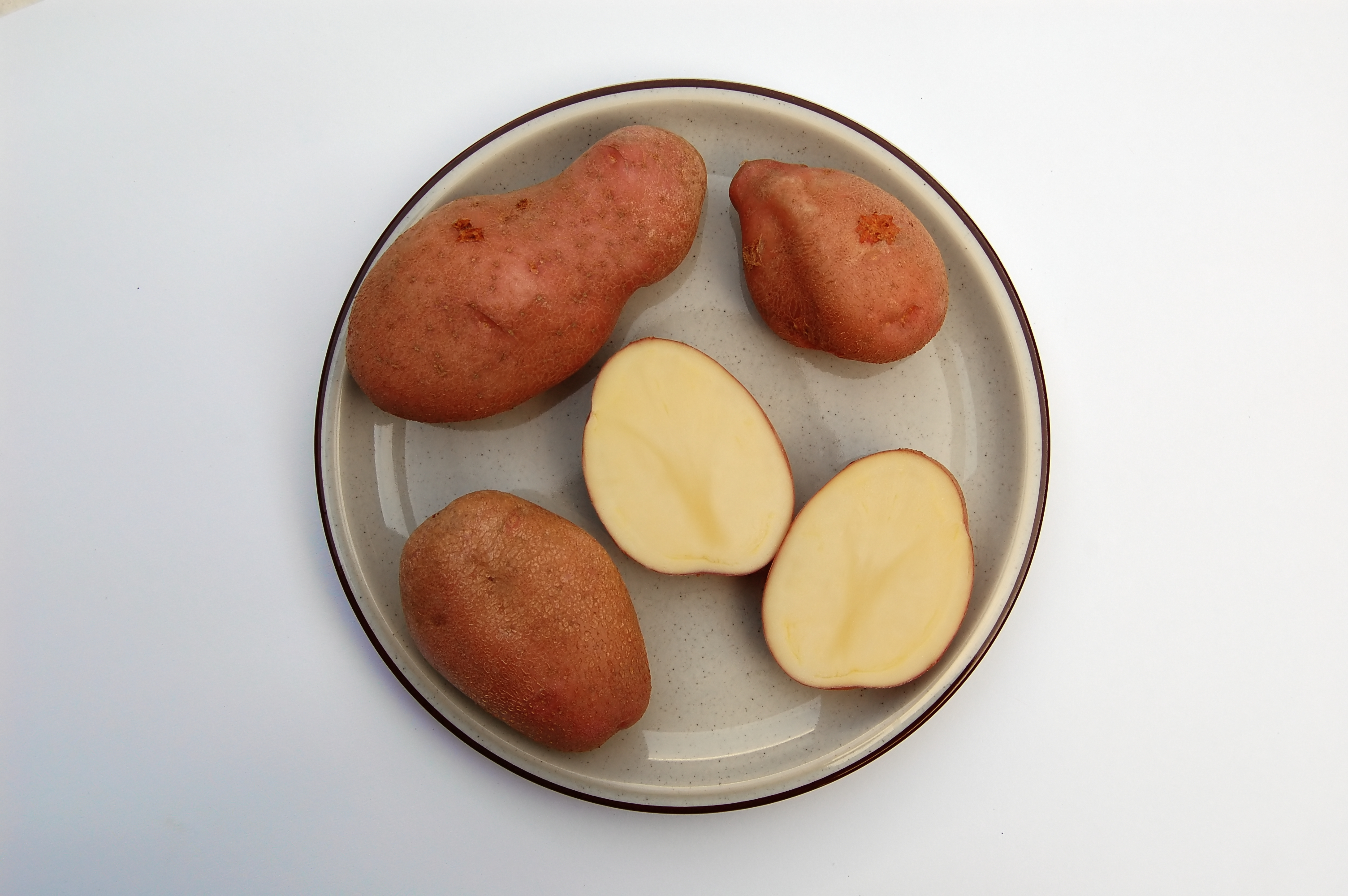
Pommes de terre 'Sarpo Mira'.

Sárpo (prononcer charpo) est une série de variétés de pommes de terre sélectionnées au Royaume-Uni par le Sárvári Research Trust (organisme sans but lucratif basé dans le site de l'université de Bangor (Pays de Galles). La principale caractéristique de ces variétés est d'offrir une très bonne résistance au mildiou de la pomme de terre, maladie cryptogamique qui fut à l'origine de la Grande famine en Irlande au XIXe siècle, ainsi qu'à plusieurs maladies virales, en particulier au virus Y. Plusieurs d'entre elles, notamment Axona, Sárpo Gwyn, Sárpo Mira, Sárpo Shona et Sárpo Una, ont été inscrites au registre officiel des variétés du Royaume-Uni entre 2002 et 2010.
Ces pommes de terre dérivent de variétés créées en Hongrie par la famille Sárvári. Le nom de Sárpo résulte de la contraction de l'expression « Sárvári potatoes ».

## Histoire
L'origine des pommes de terre Sárpo remonte aux années 1950 en Hongrie quand Istavaán Sárvári, directeur du centre de recherches de Keszthely (actuelle faculté d'agriculture de l'université de Pannonie) menait un programme officiel de recherches en vue d'obtenir des variétés de pommes de terre résistant tant aux virus les plus communs qu'au mildiou. Par suite de désaccord avec les autorités de l'époque, il dut abandonner ce programme mais continua ses recherches dans la ferme familiale située dans la région du lac Balaton. Il conserva des lignées qui avaient été obtenues par croisement de variétés locales avec des spécimens d'espèces sauvages d'Amérique du Sud apportant les gènes de résistance recherchés. Ces spécimens provenaient des collections de l'institut Vavilov à Saint-Pétersbourg qui détient l'une des plus importantes banques de gènes de la pomme de terre dans le monde. Après sa mort en 1995, ses recherches ont été poursuivies par sa femme et ses fils, István et Balázs Sárvári.
En 1994, un partenariat fut conclu entre la famille Sárvári, des partenaires britanniques et la société Danespo, producteur danois de semences de pommes de terre et se traduisit par la création de la société internationale Sárpo Kft en 1996.  Celle-ci créa une station de sélection à Zirc, dans le comitat de Veszprém.
Parallèlement, en 2002, fut créé au pays de Galles, au sein du Henfaes Research Centre de l'université du pays de Galles
à Bangor, le Sárvári Research Trust, organisme chargé notamment de tester les clones les plus prometteurs en vue de les commercialiser sur le marché britannique.

## Variétés

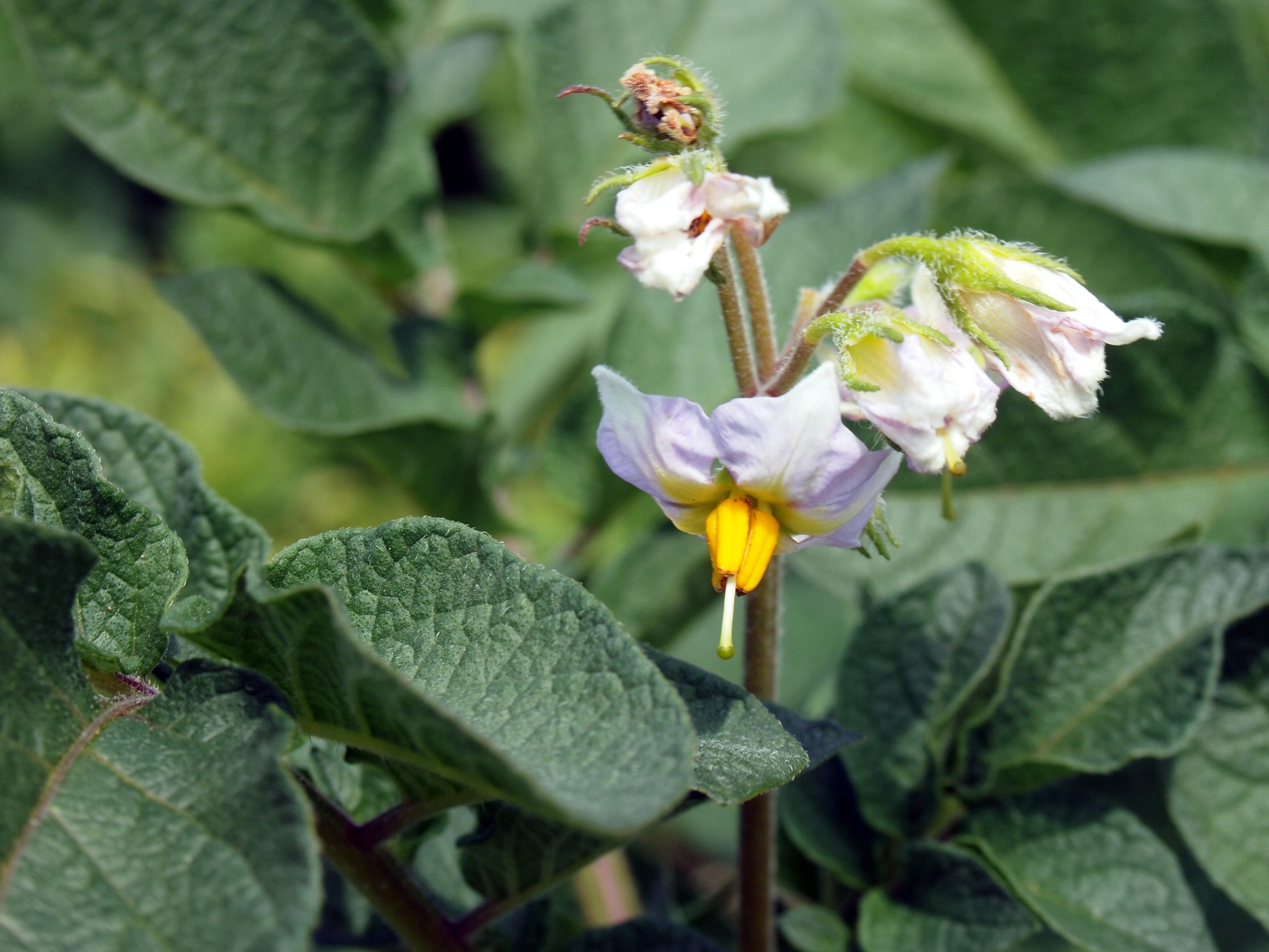
Fleurs de 'Sarpo Mira'

Les variétés suivantes ont été enregistrées sur les listes nationales des variétés soit en Hongrie, soit au Royaume-Uni  :
- 'Sarpo Extra', Sárpo KFT, 1999 ;
- 'Sarpo Peak', Sárpo KFT, 2000 ;
- 'Sarpo Mira', Sárpo KFT, 2003 ;
- 'Axona', Sárpo KFT, 2004 ;
- 'Sárpo Una', Sárvári Research Trust, 2010 ;
- 'Sárpo Shona', Sárvári Research Trust, 2010 ;
- 'Kifli', Sárvári Research Trust, 2010 ;
- 'Blue Danube', Sárvári Research Trust, 2010 ;
- 'Sárpo Gwyn', Sárvári Research Trust, 2011.

En France, les semences de variétés de Sárpo ne sont pas toutes commercialisées. En 2017, on trouvera Mira, Shona, Axona et Blue Danube.